# Oeonistis entelleola
Oeonistis entelleola är en fjärilsart som beskrevs av Everard Charles Cotes och Swinhoe 1887. Oeonistis entelleola ingår i släktet Oeonistis och familjen björnspinnare. Inga underarter finns listade i Catalogue of Life.